# Кошева, Виолетта Константиновна
Виоле́тта Константи́новна Ко́шева (р. 17 мая 1940) — российский политический деятель. Депутат Государственной думы второго созыва (1995—1999), член фракции КПРФ.

## Биография
После окончания средней школы в 1958 году работала в Лесоперевалочной средней школе Приволжского района библиотекарем, воспитателем, учителем вечерней школы. В 1966 году окончила Волгоградский государственный педагогический институт. С 1981 года — директор Астраханского технического колледжа. После окончания Ростовской высшей партийной школы была секретарём Харабалинского райкома КПСС.
Второй секретарь Астраханского областного комитета КПРФ. В августе 1996 года была избрана председателем правления Астраханского областного отделения Народно-патриотического союза России.
В 1995 году была избрана депутатом Государственной думы второго созыва по общефедеральному округу (Нижневолжская региональная группа). Кроме неё в Госдуму от Астраханской области было избрано ещё два человека: бывший депутат областного Представительного собрания Николай Арефьев и депутат областного Представительного собрания Юрий Полдников. Вошла в состав фракции КПРФ, была членом Комитета по делам женщин, семьи и молодёжи.

## Награды и звания
Награждена орденом «Знак почёта». Заслуженный учитель РФ.